# Segona (música)
En la música, una segona és l'interval que conté una distància de dos graus en l'escala diatònica. Harmònicament és considerat un interval dissonant.
A l'hora de parlar de segones hem d'especificar el qualificatiu de l'interval, ja que podem trobar 4 intervals de segona diferents:
- Segona Major: Quan entre les dues notes hi ha una distància d'un to
- Segona menor: Quan entre les dues notes hi ha una distància d'un semitò
- Segona augmentada: Quan entre les dues notes hi ha una distància d'un to i un semitò
- Segona disminuïda: És infreqüent, ja que entre les seves notes es produeix una enharmonia.

La inversió d'un interval de segona ens dona un interval de sèptima.

## Característiques de la segona major
A la sèrie harmònica es troben dues classes d'intervals de segona major, d'una banda el que hi ha entre els sons 8 i 9 (i els seus múltiples), que es coneix com a «to gran» i de l'altra el que es forma entre els sons 9 i 10 (i també entre els seus múltiples), que s'anomena «to petit».

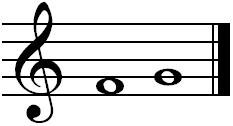
Segona major fa-sol

## Característiques de la segona menor
En la sèrie d'harmònics l'interval de segona menor es forma entre els sons 15 i 16 (i els seus múltiples).

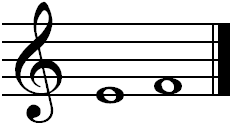
Segona menor mi-fa

El semitò que forma la segona menor és un semitò diatònic, mentre que un semitò cromàtic es forma entre dues notes amb el mateix nom.